# Procerocymbium
Procerocymbium is een geslacht van spinnen uit de familie hangmatspinnen (Linyphiidae).

## Soorten
De volgende soorten zijn bij het geslacht ingedeeld:
- Procerocymbium buryaticum Marusik & Koponen, 2001
- Procerocymbium dondalei Marusik & Koponen, 2001
- Procerocymbium jeniseicum Marusik & Koponen, 2001
- Procerocymbium sibiricum Eskov, 1989